# Сирос
Си́рос (греч. Σύρος), был также известен как Сира — остров в Греции, в Эгейском море. Самый населенный остров архипелага Киклады, расположен примерно в 140 километрах к юго-востоку от Афин. В 2001 году население острова составляло 21 507 человека. На острове находится город Эрмуполис — самый крупный город архипелага, административный центр периферии Южные Эгейские острова и периферийной единицы Сирос.

## Географическое положение

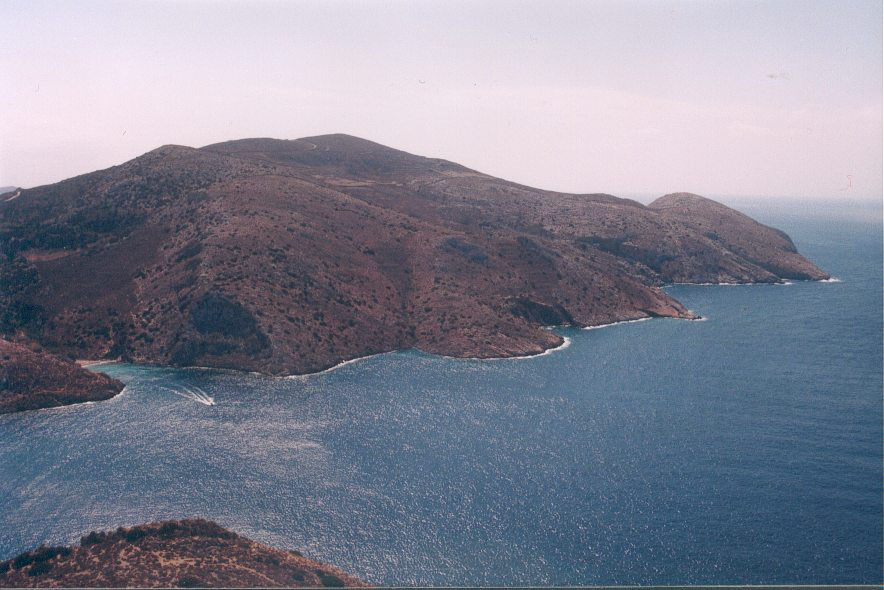
Вид острова Сирос

Сирос находится в самом центре Киклад, примерно на одинаковом расстоянии от Пароса, Тиноса, Андроса и Миконоса. Остров вытянут с севера на юг на 22 километра, ширина острова с запада на восток составляет 8 километров. На острове 3 крупных населенных пункта, помимо столицы Эрмуполиса это Ано-Сирос и Посидония. Остров не привлекает большого количества туристов, так как на острове почти нет памятников древнегреческого искусства и слабо развита туристическая инфраструктура.
На Сиросе (в Эрмуполисе) находится театр Аполлона — первый, построенный в 1864 году оперный театр Греции. Театр представляет собой копию театра Ла Скала в Милане, и в результате проведенной в 90-х годах XX столетия реставрации вернул часть своего былого великолепия. В Эрмуполисе также находится первый в мире монумент неизвестному солдату (создан в конце XIX века).

## История

### Доисторический период
Археологические исследования показали, что остров был заселен еще в эпоху неолита.
При раскопках в местечках Кастри и Халандриони (на северо-востоке острова) были обнаружены акрополь, поселение и некрополь доисторической эпохи, а также предметы, относящиеся к раннекикладскому периоду (XXXIV—XXIII век до н. э.) кикладской цивилизации. Находки, относящиеся к концу этого периода и более позднему времени позволили назвать этот период кикладской культуры периодом «Керос — Сирос».
Вблизи большого могильника частично раскопано укрепленное поселение Кастри, окруженное двумя сложенными из камня стенами. Внутренняя стена на протяжении вскрытого участка, равного 70 м, имела шесть полукруглых башен. Поселение располагалась на возвышенности у моря. Дома построены из камня, большей частью длинных сланцевых плит, положенных плашмя. Жилища состояли из двух помещений, полы земляные или каменные, стены не обмазаны глиной. Встречаются дома с закругленной торцовой стеной, апсидальные. В периоде Керос — Сирос кладбища обычно были небольшими — до 100, 200 погребений, а могильник Халандриони достаточно крупный — 500 погребений. Он поделен на секции, в самой маленькой из которых было 65, а в самой большой — 242 могилы. В некоторых могилах применен старый обряд погребения в каменных ящиках. Появились и гробницы новых типов — прямоугольные или овальные со ступенчатым сводом, с неиспользуемой небольшой дверью, закрытой камнем, и с дромосом перед ней. Покойника опускали в них через отверстие в крыше.
Во втором тысячелетии до н. э. на острове существовала минойская цивилизация, остров был тесно связан с Критом.

### Исторический период
После гибели минойской цивилизации на острове произошла явная культурная деградация. В тёмные века остров был заселен ионийцами. Подъем культуры произошел в VI веке до н. э. Археологи нашли много артефактов, относившихся к этому периоду — статуи, амфоры, пифосы и т. д. Именно в этот период на острове родился Ферекид, один из первых древнегреческих философов. В V веке до н. э. остров был участником Афинского морского союза, а в IV веке до н. э. — второго афинского морского союза. В конце IV века до н. э. остров признал власть Македонии, затем вошел в состав Римской империи, а с V века н. э. входил в состав Византии. После IV крестового похода в 1207 году остров захватил венецианец Марко Санудо и включил его в состав Наксосского герцогства. В этот период на острове получило преобладание католичество, с этого времени католики становятся большинством жителей острова. В 1537 году остров был захвачен турками. Однако наличие значительного католического населения заставило многие европейские страны, в особенности Францию, проявить интерес к острову и оказывать ему покровительство. Так, в XVII веке здесь был основан монастырь капуцинов, в XVIII веке — монастырь иезуитов в Ано (Верхнем) Сиросе, который был тогда столицей острова, поскольку ниже, у моря, в те времена не было ничего, кроме порта. В 1771—1774 годах во время Первой Архипелагской экспедиции Русского флота остров вступил в подданство России и служил провиантским магазином для русского флота. В 1775 году был возвращен Османской империи. Во время греческой национально-освободительной войны 1821—1829 годов остров занимал нейтральную позицию по причине значительного католического населения. Тем не менее, Сирос принял многих беженцев из Греции, прибывших сюда, в надежде спастись от турецкой резни. Именно они и построили в XIX веке Эрмуполис. В 1830 году остров вошел в состав возрожденного государства Греция.

## Католицизм на Сиросе
Сирос, наряду с Тиносом — единственные во всей Греции территории, которые имеют значительное католическое население. Греко-католики Сироса, Тиноса и Афин составляют греческий экзархат Греческой католической церкви. В 2001 году 47 % жителей острова были католиками. При этом большинство католиков проживает во внутренней части острова, в Эрмуполисе преобладают православные.

## Знаменитые сиросцы
- Евмей — в древнегреческой мифологии раб Одиссея, один из тех немногих, кто сохранил верность старому хозяину — родился на острове Сирия, который ассоциировался у греков с Сиросом.
- Ферекид (584/83—499/98) — философ, учитель Пифагора.
- Викелас, Деметриус (1835—1908) — греческий коммерсант, поэт, филолог, первый президент Международного олимпийского комитета (МОК) (1894—1896).
- Сулиотис-Николаидис, Афанасиос (1878—1945) - греческий офицер, македономах, разведчик, политик и историк начала XX века, идеолог греко-турецкого сотрудничества.
- Стилианос Ликудис (1878 – 1958) – адмирал и академик, посвятил свою жизнь развитию сети маяков греческого побережья и островов.
- Никостратос Каломенопулос (1865 – 1952) – генерал-лейтенант греческой армии, военный историк и топограф.

## Спорт
В деревне Фойникас (Финикас) базируется спортивный клуб «Фойникас Сирос». Наибольших успехов добилась мужская волейбольная команда клуба, выступающая иногда в высшей лиге и выигравшая первый Кубок греческой волейбольной лиги (в 2011 году), а спустя полгода и серебряные медали чемпионата страны. В 2016 году с 15 по 19 сентября на острове Сирос будет проходить Чемпионат Мира по подводной рыбалке.